# Aristolochia cymbifera
Aristolochia cymbifera é uma espécie de planta da família das aristoloquiáceas, conhecida popularmente por angelicó, jarrinhas, mil-homens, papo-de-peru, mata-porcos, patinho, cacau, cipó-mata-cobras. ambaiacaá, ambaiaembo, capa-homem, cipó-paratudo, coifa-do-diabo, jarro-do-diabo, melombe, papo-de-galo, papo-de-peru, raiz-de-josé-domingues, touca-do-diabo e urubucaá.
A planta está descrita na Flora Brasiliensis de Martius.